# Copa do Mundo FIFA Sub-20 de 1979
O Mundial Sub-20 de Futebol de 1979 foi disputado no Japão entre 25 de agosto e 7 de setembro de 1979. Esta foi a 2ª edição da competição, e a primeira vez ganha pela Argentina.

## Fase de grupos

### Grupo A
| Selecção | Pts | J | V | E | D | GM | GS | +/- |
| -------- | --- | - | - | - | - | -- | -- | --- |
| Espanha  | 4   | 3 | 2 | 0 | 1 | 3  | 2  | +1  |
| Argélia  | 4   | 3 | 1 | 2 | 0 | 2  | 1  | +1  |
| México   | 2   | 3 | 0 | 2 | 1 | 3  | 4  | −1  |
| Japão    | 2   | 3 | 0 | 2 | 1 | 1  | 2  | −1  |

| 25 de Agosto de 1979 | México        | 1–1       | Argélia  | National Olympic Stadium, Tokyo            |
| 16:20                | Hernández 24' | Relatório | Yahi 67' | Público: 30,000 Árbitro: Anatoly Milchenko |

| 25 de Agosto de 1979 | Japão | 0–1       | Espanha    | National Olympic Stadium, Tokyo      |
| 19:00                |       | Relatório | Zúñiga 51' | Público: 30,000 Árbitro: Marjan Raus |

| 27 de Agosto de 1979 | Espanha                      | 2–1       | México   | National Olympic Stadium, Tokyo              |
| 16:20                | Paichardo 8' Gail Martín 74' | Relatório | Díaz 56' | Público: 28,000 Árbitro: José Roberto Wright |

| 27 de Agosto de 1979 | Argélia | 0–0       | Japão | National Olympic Stadium, Tokyo               |
| 19:05                |         | Relatório |       | Público: 32,000 Árbitro: Héctor Ortíz Ramírez |

| 29 de Agosto de 1979 | Espanha | 0–1       | Argélia          | National Olympic Stadium, Tokyo               |
| 16:20                |         | Relatório | Bendjaballah 15' | Público: 20,000 Árbitro: Kosasih Kartadiredia |

| 29 de Agosto de 1979 | Japão        | 1–1       | México     | National Olympic Stadium, Tokyo       |
| 19:00                | Mizunuma 58' | Relatório | Romero 69' | Público: 38,000 Árbitro: Laszlo Padar |

### Grupo B
| Selecção   | Pts | J | V | E | D | GM | GS | +/- |
| ---------- | --- | - | - | - | - | -- | -- | --- |
| Argentina  | 6   | 3 | 3 | 0 | 0 | 10 | 1  | +9  |
| Polónia    | 4   | 3 | 2 | 0 | 1 | 9  | 4  | +5  |
| Iugoslávia | 2   | 3 | 1 | 0 | 2 | 5  | 3  | +2  |
| Indonésia  | 0   | 3 | 0 | 0 | 3 | 0  | 16 | −16 |

| 26 de Agosto de 1979 | Polónia                   | 2–0       | Iugoslávia | Omiya Stadium, Omiya                           |
| 16:20                | Pałasz 49' Frankowski 76' | Relatório |            | Público: 14,000 Árbitro: Augusto Lamo Castillo |

| 26 de Agosto de 1979 | Argentina                            | 5–0       | Indonésia | Omiya Stadium, Omiya                   |
| 19:00                | Díaz 10', 23', 25' Maradona 19', 39' | Relatório |           | Público: 15,500 Árbitro: Rolando Fusco |

| 28 de Agosto de 1979 | Iugoslávia | 0–1       | Argentina    | Omiya Stadium, Omiya                |
| 16:20                |            | Relatório | Escudero 55' | Público: 9,500 Árbitro: Andre Daina |

| 28 de Agosto de 1979 | Indonésia | 0–6       | Polónia                                       | Omiya Stadium, Omiya                 |
| 19:00                |           | Relatório | Pałasz 11', 37' Janiec 12' Baran 31' Buda 73' | Público: 9,000 Árbitro: Kazuo Yasudo |

| 30 de Agosto de 1979 | Polónia    | 1–4       | Argentina                               | Omiya Stadium, Omiya                           |
| 16:20                | Pałasz 27' | Relatório | Maradona 7' Calderón 23', 70' Simón 35' | Público: 12,500 Árbitro: Marcel van Langenhove |

| 30 de Agosto de 1979 | Iugoslávia                                         | 5–0       | Indonésia | Omiya Stadium, Omiya                 |
| 19:00                | Smajic 5', 77' Milosavljevic 19', 63' Mlinaric 73' | Relatório |           | Público: 7,500 Árbitro: Toshio Asami |

### Grupo C
| Selecção      | Pts | J | V | E | D | GM | GS | +/- |
| ------------- | --- | - | - | - | - | -- | -- | --- |
| Paraguai      | 4   | 3 | 2 | 0 | 1 | 6  | 1  | +5  |
| Portugal      | 3   | 3 | 1 | 1 | 1 | 2  | 3  | −1  |
| Coreia do Sul | 3   | 3 | 1 | 1 | 1 | 1  | 3  | −2  |
| Canadá        | 2   | 3 | 1 | 0 | 2 | 3  | 5  | −2  |

| 25 de Agosto de 1979 | Canadá                  | 3–1       | Portugal  | Chuo Stadium, Kobe                              |
| 16:20                | Segota 7', 66' Nagy 79' | Relatório | Grilo 46' | Público: 10,000 Árbitro: Juan Daniel Cardellino |

| 25 de Agosto de 1979 | Paraguai              | 3–0       | Coreia do Sul | Chuo Stadium, Kobe                      |
| 19:00                | Romero 5' Cabañas 70' | Relatório |               | Público: 13,000 Árbitro: Mohamed Hansal |

| 27 de Agosto de 1979 | Portugal     | 1–0       | Paraguai | Chuo Stadium, Kobe                    |
| 16:20                | Ferreira 23' | Relatório |          | Público: 5,000 Árbitro: Alojzy Jarguz |

| 27 de Agosto de 1979 | Coreia do Sul  | 1–0       | Canadá | Chuo Stadium, Kobe                    |
| 19:00                | Lee Tae-Ho 63' | Relatório |        | Público: 5,000 Árbitro: George Joseph |

| 29 de Agosto de 1979 | Canadá | 0–3       | Paraguai                  | Chuo Stadium, Kobe                           |
| 16:20                |        | Relatório | Romero 37', 58' Isasi 40' | Público: 7,500 Árbitro: Morisaburo Kuramochi |

| 29 de Agosto de 1979 | Portugal | 0–0       | Coreia do Sul | Chuo Stadium, Kobe                          |
| 19:00                |          | Relatório |               | Público: 7,500 Árbitro: Mario Rubio Vázquez |

### Grupo D
| Selecção        | Pts | J | V | E | D | GM | GS | +/- |
| --------------- | --- | - | - | - | - | -- | -- | --- |
| Uruguai         | 6   | 3 | 3 | 0 | 0 | 8  | 0  | +8  |
| União Soviética | 4   | 3 | 2 | 0 | 1 | 8  | 2  | +6  |
| Hungria         | 2   | 3 | 1 | 0 | 2 | 3  | 7  | −4  |
| Guiné           | 0   | 3 | 0 | 0 | 3 | 0  | 10 | −10 |

| 26 de Agosto de 1979 | União Soviética                                        | 5–1       | Hungria   | Yokohama Stadium, Yokohama                       |
| 16:20                | Ponomarev 24' Stukashov 41' Zavarov 57' Taran 71', 78' | Relatório | Kardos 9' | Público: 7,000 Árbitro: Arturo Andrés Ithurralde |

| 26 de Agosto de 1979 | Uruguai                                       | 5–0       | Guiné | Yokohama Stadium, Yokohama             |
| 19:00                | Molina 7' Revelez 22', 74' Paz 53' Vargas 76' | Relatório |       | Público: 8,000 Árbitro: Melvyn D'Souza |

| 28 de Agosto de 1979 | Hungria | 0–2       | Uruguai            | Yokohama Stadium, Yokohama                    |
| 16:20                |         | Relatório | Vargas 23' Paz 35' | Público: 4,000 Árbitro: Marcel van Langenhove |

| 28 de Agosto de 1979 | Guiné | 0–3       | União Soviética                           | Yokohama Stadium, Yokohama          |
| 19:00                |       | Relatório | Olefirenko 6' Mikhalevsky 59' Radenko 80' | Público: 4,000 Árbitro: Suk Han-Kyu |

| 30 de Agosto de 1979 | União Soviética | 0–1       | Uruguai      | Yokohama Stadium, Yokohama                        |
| 16:20                |                 | Relatório | Martínez 66' | Público: 5,000 Árbitro: César Correia Diaz da Luz |

| 30 de Agosto de 1979 | Hungria                     | 2–0       | Guiné | Yokohama Stadium, Yokohama                   |
| 19:00                | Segesvar 17' Kerepeczky 80' | Relatório |       | Público: 5,000 Árbitro: Thomson Chan Tam Sun |

## Fases finais
|  | Quartas de final         | Quartas de final     |                       |         | Semifinais     | Semifinais     |  |  | Final                 | Final |
|  |                          |                      |                       |         |                |                |  |  |                       |       |
|  | 2 de Setembro - Tokyo    |                      |                       |         |                |                |  |  |                       |       |
|  |                          |                      |                       |         |                |                |  |  |                       |       |
|  | Argentina                | 5                    |                       |         |                |                |  |  |                       |       |
|  | Argentina                | 5                    | 4 de Setembro - Tokyo |         |                |                |  |  |                       |       |
|  | Argélia                  | 0                    |                       |         |                |                |  |  |                       |       |
|  | Argélia                  | 0                    | Argentina             | 2       |                |                |  |  |                       |       |
|  | 2 de Setembro - Yokohama |                      | Argentina             | 2       |                |                |  |  |                       |       |
|  |                          | Uruguai              | 0                     |         |                |                |  |  |                       |       |
|  | Uruguai (a.p.)           | Uruguai              | 0                     | 1       |                |                |  |  |                       |       |
|  | Uruguai (a.p.)           |                      | 7 de Setembro - Tokyo | 1       |                |                |  |  |                       |       |
|  | Portugal                 | 0                    |                       |         |                |                |  |  |                       |       |
|  | Portugal                 | 0                    | Argentina             | 3       |                |                |  |  |                       |       |
|  | 2 de Setembro - Omiya    |                      | Argentina             | 3       |                |                |  |  |                       |       |
|  |                          | União Soviética      | 1                     |         |                |                |  |  |                       |       |
|  | Espanha                  | União Soviética      | 1                     | 0 (3)   |                |                |  |  |                       |       |
|  | Espanha                  | 4 de Setembro - Kobe |                       | 0 (3)   |                |                |  |  |                       |       |
|  | Polónia (g.p.)           | 0 (4)                |                       |         |                |                |  |  |                       |       |
|  | Polónia (g.p.)           | 0 (4)                | Polónia               | 0       | Terceiro lugar | Terceiro lugar |  |  |                       |       |
|  | 2 de Setembro - Kobe     |                      | Polónia               | 0       | Terceiro lugar | Terceiro lugar |  |  |                       |       |
|  |                          | União Soviética      | 1                     |         |                |                |  |  |                       |       |
|  | Paraguai                 | União Soviética      | 1                     | 2 (5)   | Uruguai (g.p.) | 1 (5)          |  |  |                       |       |
|  | Paraguai                 |                      |                       | 2 (5)   | Uruguai (g.p.) | 1 (5)          |  |  |                       |       |
|  | União Soviética (g.p.)   | 2 (6)                |                       | Polónia | 1 (3)          |                |  |  |                       |       |
|  | União Soviética (g.p.)   | 2 (6)                |                       |         | 1 (3)          |                |  |  |                       |       |
|  |                          |                      |                       |         |                |                |  |  | 6 de Setembro - Tokyo |       |
|  |                          |                      |                       |         |                |                |  |  |                       |       |

### Quartos-finais
| 2 de Setembro de 1979 19:00 | Espanha | 0–0 (a.p.) (3–4 g.p.) | Polónia | Omiya Stadium, Omiya                         |
|                             |         | Relatório             |         | Público: 10,000 Árbitro: José Roberto Wright |

| 2 de Setembro de 1979 | Argentina                                    | 5–0       | Argélia | National Olympic Stadium, Tokyo        |
| 19:00                 | Maradona 25' Calderón 34' Díaz 39', 51', 66' | Relatório |         | Público: 20,000 Árbitro: George Joseph |

| 2 de Setembro de 1979 | Paraguai                | 2–2 (a.p.) (5–6 g.p.) | União Soviética           | Chuo Stadium, Kobe                  |
| 19:00                 | Romero 7' Achucarro 22' | Relatório             | Dumansky 3' Ponomarev 70' | Público: 8,500 Árbitro: André Daina |

| 2 de Setembro de 1979 | Uruguai | 1–0 (a.p.) | Portugal | Yokohama Stadium, Yokohama                    |
| 19:00                 | Paz 94' | Relatório  |          | Público: 4,000 Árbitro: Marcel van Langenhove |

### Semi-finais
| 4 de Setembro de 1979 | Argentina             | 2–0       | Uruguai | National Olympic Stadium, Tokyo                |
| 19:00                 | Díaz 52' Maradona 74' | Relatório |         | Público: 20,000 Árbitro: Augusto Lamo Castillo |

| 4 de Setembro de 1979 | Polónia | 0–1       | União Soviética | Chuo Stadium, Kobe                            |
| 19:00                 |         | Relatório | Ponomarev 50'   | Público: 5,000 Árbitro: Marcel van Langenhove |

### Terceiro lugar
| 6 de Setembro de 1979 19:00 | Uruguai | 1–1 (a.p.) (5–3 g.p.) | Polónia    | National Olympic Stadium, Tokyo              |
|                             | Paz 9'  | Relatório             | Pałasz 26' | Público: 8,000 Árbitro: Thomson Chan Tam Sun |

### Final
| 7 de Setembro de 1979 19:00 | Argentina                       | 3–1       | União Soviética | National Olympic Stadium, Tokyo              |
|                             | Alves 68' Díaz 71' Maradona 76' | Relatório | Ponomarev 52'   | Público: 52,000 Árbitro: José Roberto Wright |

## Premiações

### Campeões
| Campeão do Mundial Sub-20 da FIFA de 1979 ARGENTINA 1º Título |

### Individuais
| Bota de Ouro | Bola de Ouro   | Fair Play |
| ------------ | -------------- | --------- |
| Ramón Díaz   | Diego Maradona | Polónia   |